# Scapheremaeus simplex
Scapheremaeus simplex är en kvalsterart som beskrevs av Segundo Ríos och Palacios-Vargas 1998. Scapheremaeus simplex ingår i släktet Scapheremaeus och familjen Cymbaeremaeidae. Inga underarter finns listade i Catalogue of Life.